# 長洲北社天后廟

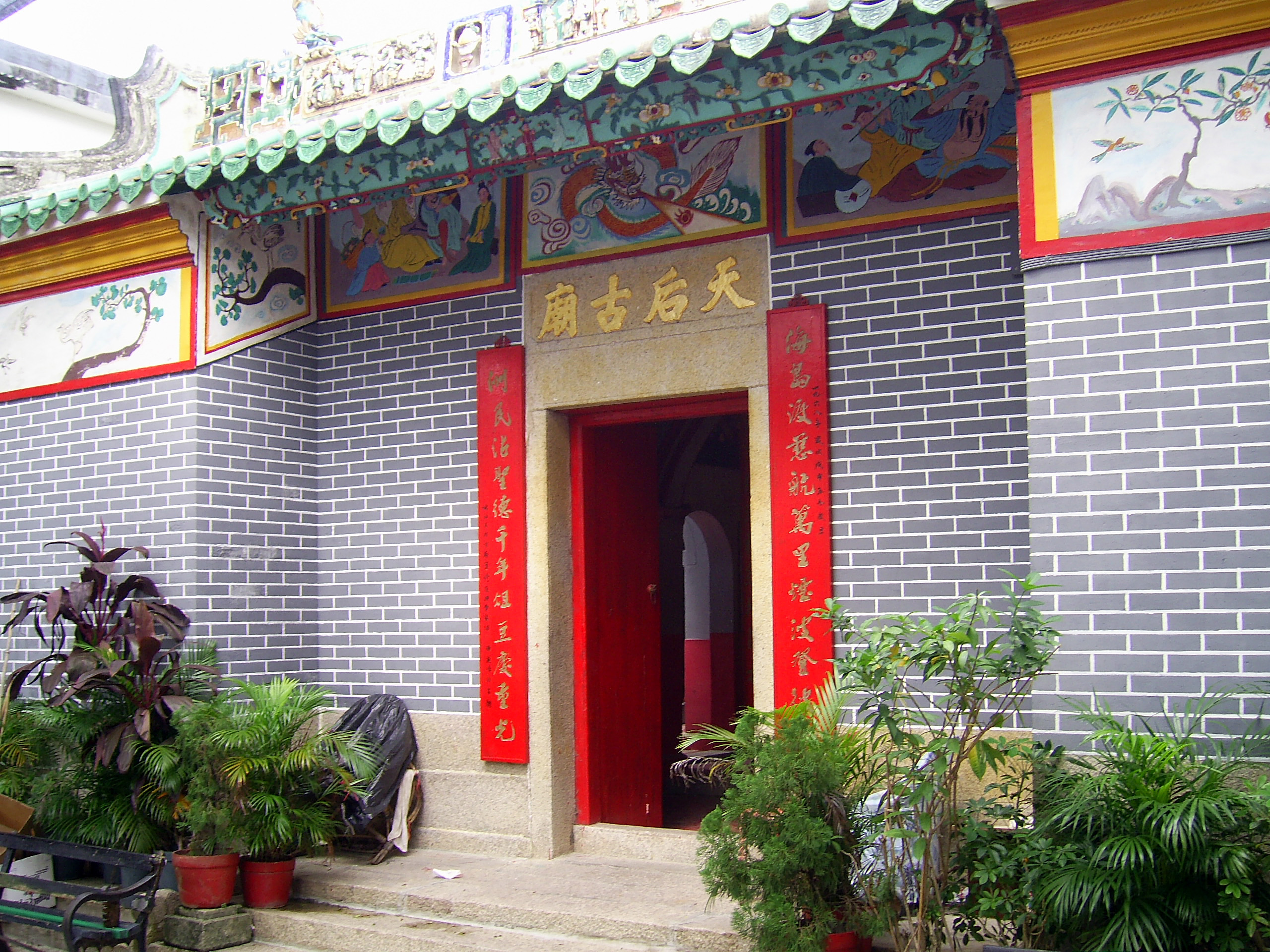
長洲北社天后廟

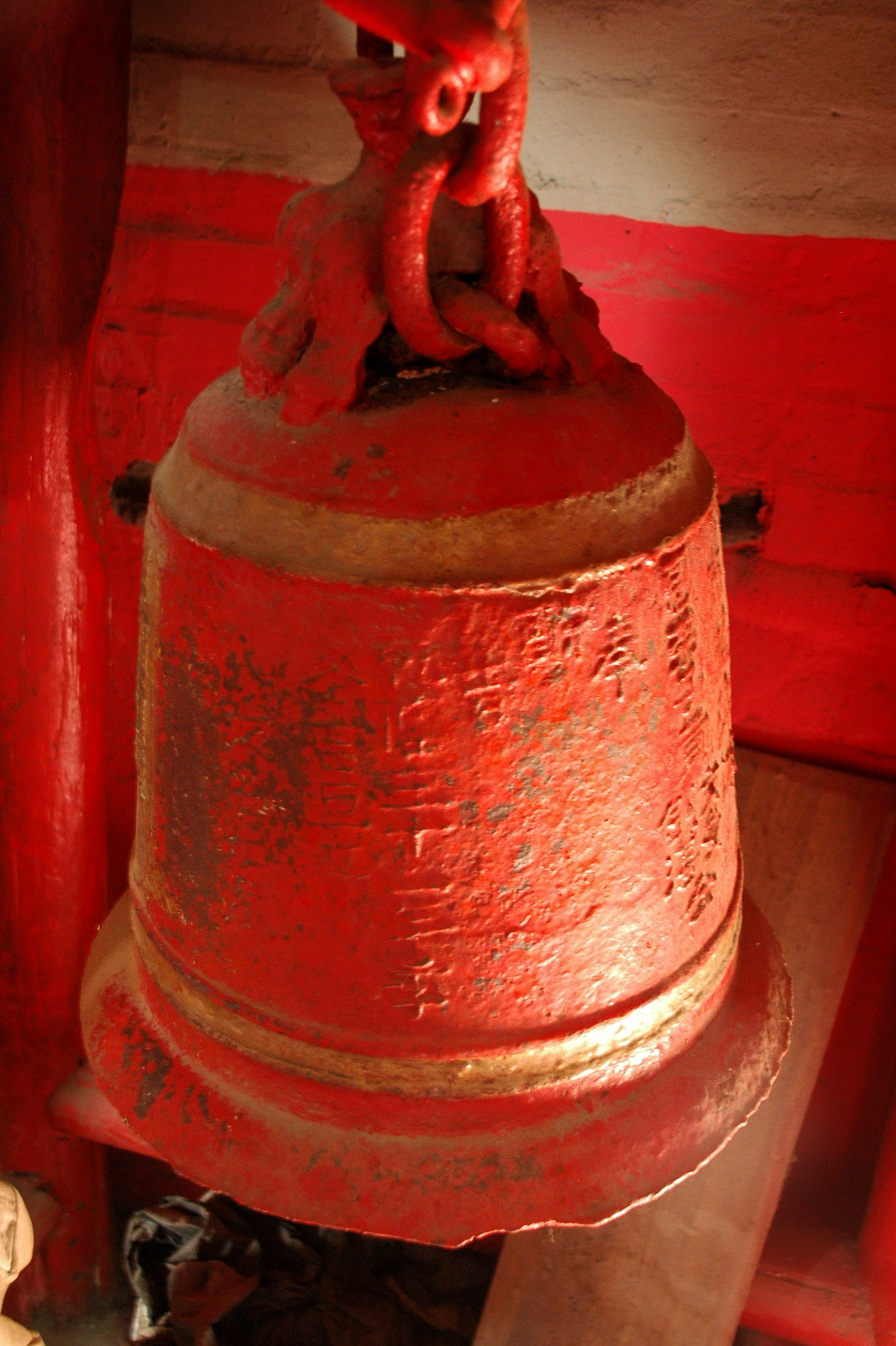
長洲北社天后廟內的銅鐘

長洲北社天后廟是香港一所天后廟，兩進式設計，位於新界長洲，長洲北帝廟之以北，被視為長洲墟北邊界。該廟已被列為香港二級歷史建築。
長洲北社天后廟現存最古舊的文物為鑄於清朝乾隆三十二年（1767年）的銅鐘，該廟並於光緒十五年（1889年）及1968年重修。門外的四足銅鼎則鑄於乾隆五十年（1785年），上面刻有「長洲」二字。